# Matters of the Heart
Albums de Tracy Chapman
Crossroads
(1989) New Beginning
(1995)
Singles
1. Bang Bang Bang
Sortie : 1992
2. Dreaming on a World
Sortie : 1992

Matters of the Heart est le troisième album studio de Tracy Chapman. Il est sorti le 28 avril 1992 sur le label Elektra et a été produit par Tracy Chapman et Jimmy Iovine.

## Historique
Cet album est enregistré à New-York (The Hit Factory), Los Angeles (The Complex) et Hollywood (A&M studios & Ocean Way Recording) entre 1991 et 1992.
Il contient le morceau Bang Bang Bang qui rencontre un certain succès en France (26e place dans le top 50) et apparaît dans les albums Best-of de l'artiste. On peut noter sur cet album la présence du batteur français Manu Katché.
L'album se classe à la 53e place du Billboard 200 américain. En France, il atteint la 5e place des meilleures ventes de disques.

## Liste des titres
Toutes les chansons sont écrites et composées par Tracy Chapman.
| 1.  | Bang Bang Bang          | 4:21 |
| 2.  | So                      | 3:26 |
| 3.  | I Used To Be A Sailor   | 3:56 |
| 4.  | The Love That You Had   | 4:11 |
| 5.  | Woman's Work            | 2:01 |
| 6.  | If These Are The Things | 4:40 |
| 7.  | Short Supply            | 4:23 |
| 8.  | Dreaming On A World     | 5:03 |
| 9.  | Open Arms               | 4:34 |
| 10. | Matters of the Heart    | 6:59 |

## Musiciens
| - Tracy Chapman: chant, guitare acoustique - Mike Campbell: guitare électrique (titres 1, 2, 6 & 7), bouzouki (titre 2), mandoline (titres 3 & 5) - Vernon Reid: guitare électrique (titres 1, 7 & 8) - Waddy Watchell: guitare électrique (titres 1 & 6) - Bobby Womack: guitare acoustique (titre 9) - Tony Levin: basse (titres 2, 3, 7 & 10) - Randy Jackson:basse (titres 1, 8, 9) - Larry Klein: basse (titre 6) - Barry Glaub: basse (titre 4) | - Manu Katché: batterie (titres 1, 2, 3 ,4, 7, 8 , 9 & 10) - Omar Hakim: batterie (titre 6) - Mino Cinelu & Steve Thornton: percussions (titres 1, 2, 3 ,4, 7, 8 , 9 & 10) - Alex Acuña: percussions (titres 8 & 9) - Michael Fisher: percussions (titres 5, 6 & 9) - Nellee Hooper: percussions (titre 9) - Roy Bittan: claviers (sur tous les titres), accordéon (titre 5) - Charles Judge & Larry Williams: claviers (titre 9) |

## Charts et certifications
| Pays             | Durée du classement | Meilleur classement |
| ---------------- | ------------------- | ------------------- |
| Allemagne        | 20 semaines         | 13e                 |
| Australie        | 7 semaines          | 23e                 |
| Autriche         | 16 semaines         | 11e                 |
| Canada           | 10 semaines         | 55e                 |
| États-Unis       | 11 semaines         | 53e                 |
| France           | 19 semaines         | 5e                  |
| Italie           | -                   | 8e                  |
| Nouvelle-Zélande | 9 semaines          | 23e                 |
| Pays-Bas         | 8 semaines          | 33e                 |
| Royaume-Uni      | 3 semaines          | 19e                 |
| Suède            | 2 semaines          | 37e                 |
| Suisse           | 17 semaines         | 10e                 |

| Pays       | Certification | Ventes    | Date             |
| ---------- | ------------- | --------- | ---------------- |
| Australie  | Or            | 35 000 +  | 1992             |
| États-Unis | Or            | 500 000 + | 15 novembre 2001 |
| Suisse     | Or            | 25 000 +  | 1992             |

### Chart single
| Date       | Single         | Chart   | Durée du classement | Position |
| ---------- | -------------- | ------- | ------------------- | -------- |
| 06/06/1992 | Bang Bang Bang | Top 100 | 10 semaines         | 26e      |